# Nuovo stadio 19 maggio
Il Nuovo stadio 19 maggio (in turco Samsun Yeni 19 Mayıs Stadyumu) è uno stadio di calcio sito a Samsun, in Turchia. Inaugurato nel 2017, ha sostituito l'omonimo stadio del 1975, situato in un sito diverso che è stato demolito. Il nome dello stadio richiama la data d'inizio della guerra d'indipendenza turca, quando Mustafa Kemal Atatürk sbarcò proprio nella città di Samsun. Lo stadio ha una capienza di 33.919 posti e ospita le partite interne del Samsunspor.

## Storia
Lo stadio è uno dei diversi stadi costruiti in Turchia negli anni 2010 fuori dai centri urbani, demolendo i vecchi stadi situati in città. È stato progettato dallo studio di architettura Bahadır Kul Architects e la simbolica cerimonia di posa della prima pietra ha avuto luogo il 4 agosto 2013. 
Lo stadio è stato inaugurato il 18 luglio 2017 in occasione della cerimonia di apertura dei Giochi olimpici estivi silenziosi del 2017. Qualche giorno dopo, il 29 luglio, la squadra locale del Samsunspor ci ha giocato la sua prima partita, un'amichevole vinta 1-0 contro l'Ankaragücü. Il 6 agosto 2017 lo stadio ha ospitato la Supercoppa di Turchia tra Beşiktaş e Konyaspor.